# Arnstadt
Arnstadt és la capital del districte d'Ilm-Kreis de Turíngia (Alemanya) i és anomenada la porta del Bosc de Turíngia (Das Tor zum Thüringer Wald).

## Política
El Consell Municipal d'Arnstadt està format (des de 2004):
- PDS: 9 seients
- CDU: 7 seients
- ProA: 6 seients
- SPD: 4 seients
- Bürgerforum Arnstadt - BFA: 2 seients
- FDP : 2 seients

## Personatges cèlebres
- Joseph Caspar Vogler (1696-1765) compositor i organista.

La família del compositor Johann Sebastian Bach ha viscut a Arnstadt durant generacions.
- Friedrich Ludwig Rudolf Stade (1844- [...?]) musicòleg, pedagog i organista.

## Agermanaments
- Dubí, República Txeca
- Gurk, Àustria
- Kassel, Alemanya
- Le Bouscat, França